# Jo Woodcock
Jo Woodcock (Tunbridge Wells, 9 settembre 1988) è un'attrice inglese, conosciuta principalmente per le interpretazioni di Alice nel dramma televisivo Torn (2007) e Liza-Lu Durbeyfield nella serie televisiva Tess dei d'Urberville (2008).

## Carriera
Woodcock è nata il 9 settembre 1988 a Turnbridge Wells, nel Kent. Ha iniziato la carriera di attrice nell'anno 2000, all'età di 12 anni, recitando nel film drammatico britannico Hero of the Hour nel ruolo di Jessica.
Tra il 2005 e il 2006 ha recitato sia in produzioni televisive che teatrali: in particolare, è apparsa nel medical drama Casualty, la serie ospedaliera in prima serata più longeva della storia della televisione. Nel 2005 ha anche interpretato una giovane Estella nella produzione teatrale di Grandi speranze di Charles Dickens, al Royal Shakespeare Theatre di Stratford-upon-Avon, ruolo per cui è stata elogiata per la sua "intensa performance" dalla British Theatre Guide.
Nel 2007 ha recitato nei panni di Alice nella miniserie della ITV Torn, insieme agli attori britannici Holly Aird e Bradley Walsh, ruolo per il quale ha ricevuto il plauso della critica. Inoltre, lo stesso anno è apparsa nel ruolo di Mariah Carter in un episodio della popolare soap opera Doctors.
La sua apparizione in Torn ha portato a una serie di ruoli l'anno successivo in spettacoli affermati come Waking the Dead, Poirot e Testimoni silenziosi. Fra questi, il suo ruolo più importante è stato quello di Liza-Lu Durbeyfield nell'adattamento di Tess dei d'Urberville nel 2008.
Nel 2009 è apparsa nella nuova serie della BBC All the Small Things col ruolo di Georgia Caddick, insieme a Sarah Alexander, Sarah Lancashire e Richard Fleeshman. Lo stesso anno ha interpretato il personaggio di Celia Radley in Dorian Gray, adattamento cinematografico del romanzo di Oscar Wilde Il ritratto di Dorian Gray, e ha avuto una piccola parte nella miniserie televisiva Collision della Greenlit Productions, prima di apparire in un'altra serie drammatica della BBC One dal titolo Land Girls. In quest'ultima ha interpretato il ruolo di Bea Holloway: con l'eccezione di una pausa nella seconda stagione, ha recitato nello show dall'inizio fino alla fine, nel 2011.
Oltre a Land Girls, Woodcock ha continuato a recitare in altre produzioni: sempre nel 2011 è apparsa nel film Powder di Mark Elliott, la storia romanzata di due band musicali del Merseyside che cercano di emergere. Il film, adattato da Kevin Sampson dal suo stesso romanzo del 1999, ha ricevuto recensioni generalmente negative. Nello stesso anno, Woodcock è apparsa nella serie antologica Moving On (nell'episodio "Poetry of Silence") e nel cortometraggio Graceland.
Nel 2012 ha preso parte a tre dei cinque atti della serie antologica drammatica True Love della BBC1, interamente improvvisata.
Nel 2013 è apparsa negli episodi di L'ispettore Barnaby e Delitti in Paradiso, ha recitato in numerosi cortometraggi, e si è dedicata al doppiaggio, in particolare per i videogiochi (Battlefield 1 e  Battlefront II).
Nel 2016 ha recitato per la prima volta in un ruolo da antagonista nel film Monochrome di Thomas Lawes, calandosi nei panni di una spietata serial killer. In precedenza, Woodcock aveva già lavorato con il regista nel cortometraggio 3 Sides of the Coin del 2014.
Successivamente, ha recitato nel ruolo della co-protagonista Lucy nel film horror psicologico Perfect Skin di Kevin Chicken, uscito nelle sale cinematografiche nel 2018, che ha ricevuto buone recensioni da parte della critica.
Nel marzo 2022, è apparsa nuovamente in un episodio della soap opera della BBC Doctors, nei panni di Melissa Benson.

## Filmografia

### Cinema
- Dorian Grey, regia di Oliver Parker (2009)
- Powder, regia di Mark Elliott (2011)
- Monochrome, regia di Thomas Lawes (2016)
- Perfect Skin, regia di Kevin Chicken (2018)

### Televisione
- Hero of the Hour – film TV, regia di David Richards (2000)
- Metropolitan Police – serie TV, episodio 21x32 (2005)
- Casualty – serie TV, episodi 20x44-28x30 (2006-2014)
- Miss Marple (Agatha Christie's Marple) – serie TV, episodio 3x03 (2007)
- Torn – serie TV, episodi 1x01-1x02-1x03 (2007)
- Doctors – serie TV, episodi 9x01-23x10 (2007-2022)
- Waking the Dead – serie TV, episodio 7x07-7x08 (2008)
- Poirot (Agatha Christie's Poirot) – serie TV, episodio 11x02 (2008)
- Tess dei d'Urberville – serie TV, 4 episodi (2008)
- Testimoni silenziosi (Silent Witness) – serie TV, episodi 12x07-12x08 (2008)
- Apparitions – serie TV, episodio 1x04 (2008)
- All The Small Things – serie TV, 6 episodi (2009)
- Collision – serie TV, 4 episodi (2009)
- The Well – serie TV, 4 episodi (2009)
- Land Girls – serie TV, 10 episodi (2009-2011)
- Moving On – serie TV, episodio 3x05 (2011)
- True Love – serie TV, episodi 1x01-1x03-1x05 (2012)
- L'ispettore Barnaby (Midsomer Murders) – serie TV, episodio 15x05 (2013)
- Delitti in Paradiso (Death in Paradise) – serie TV, episodio 2x07 (2013)

### Cortometraggi
- Graceland, regia di E. Robert Pugh (2011)
- 3 Sides of the Coin, regia di Thomas Lawes (2014)
- Kill Pill, regia di Lloyd Eyre-Morgan (2016)